# Гатти, Федерико
Федерико Гатти (итал. Federico Gatti; род. 24 июня 1998, Риволи, Пьемонт) — итальянский футболист, защитник клуба «Ювентус» и сборной Италии.

## Клубная карьера

### Начало карьеры
Футбольную карьеру футболист начинал в клубе «Кьери». В возрасте 7 лет в 2005 году сыграл в товарищеском матче против «Торино», где его заприметили туринские специалисты, после чего футболист стал выступать в системе клуба. Максимальной ступенью в карьере футболиста в туринском клубе была команда до 15 лет и затем в 2012 году перешёл в структуру «Алессандрии». В новом клубе итальянец представлял команды до 15 лет и до 17 лет, однако не рассматривался как игрок на будущее. 
В 2014 году футболист отправился в аренду в «Павароло». Во время аренды выступал в команде до 19 лет, за которую отличился 13 голами в 18 матчах. В феврале 2015 года стал выступать в основной команде клуба, выйдя на поле в 4 матчах. В сезоне 2015/2016 футболист был полноценно переведён в основную команду, за которую провёл 27 матчей и забил 3 гола. Вместе с клубом смог перейти в пятый дивизион итальянского футбола Эччеленцe. 
В 2016 году отправился в аренду в «Салуццо». Однако футболист не получал достаточно игровой практики и вскоре вернулся в «Павароло». В 31 матче за клуб отличился 8 голами и помог клубу не вылететь в шестой дивизион итальянского футбола Промоционе. В следующем сезоне у клуба возникли финансовые проблемы из-за чего ушло множество игроков, а команда до 19 лет была переведена в первую. Сам же футболист поменял амплуа полузащитника на защитника из-за своего высокого роста. По итогу сезона клуб всё таки вылетел в Промоционе. 
В 2018 году Гатти стал игроком клуба «Вербания». В своём дебютном сезоне за клуб провёл 34 матча, в которых отличился 1 голом и по итогу стал чемпионом Эччеленцы. В своём следующем сезоне за клуб футболист отличился 3 голами в 22 матчах в Серии D, однако затем чемпионат был приостановлен из-за пандемии COVID-19, а сам клуб вылетел в Эччеленцу.

### «Про Партия»
В августе 2020 года Гатти перешёл в «Про Партия». 30 сентября 2020 года в поединке Кубка Италии против «Виченцы» Федерико дебютировал за основной состав. 4 октября 2020 года матче  против «Про Верчелли» он дебютировал в итальянской Серии C. 3 апреля 2021 года в поединке против «Лекко» Федерико забил свой первый гол за «Про Патрию». Стал одним из ключевых игроков клуба, выйдя на поле 36 раз, где отличился забитым голом.

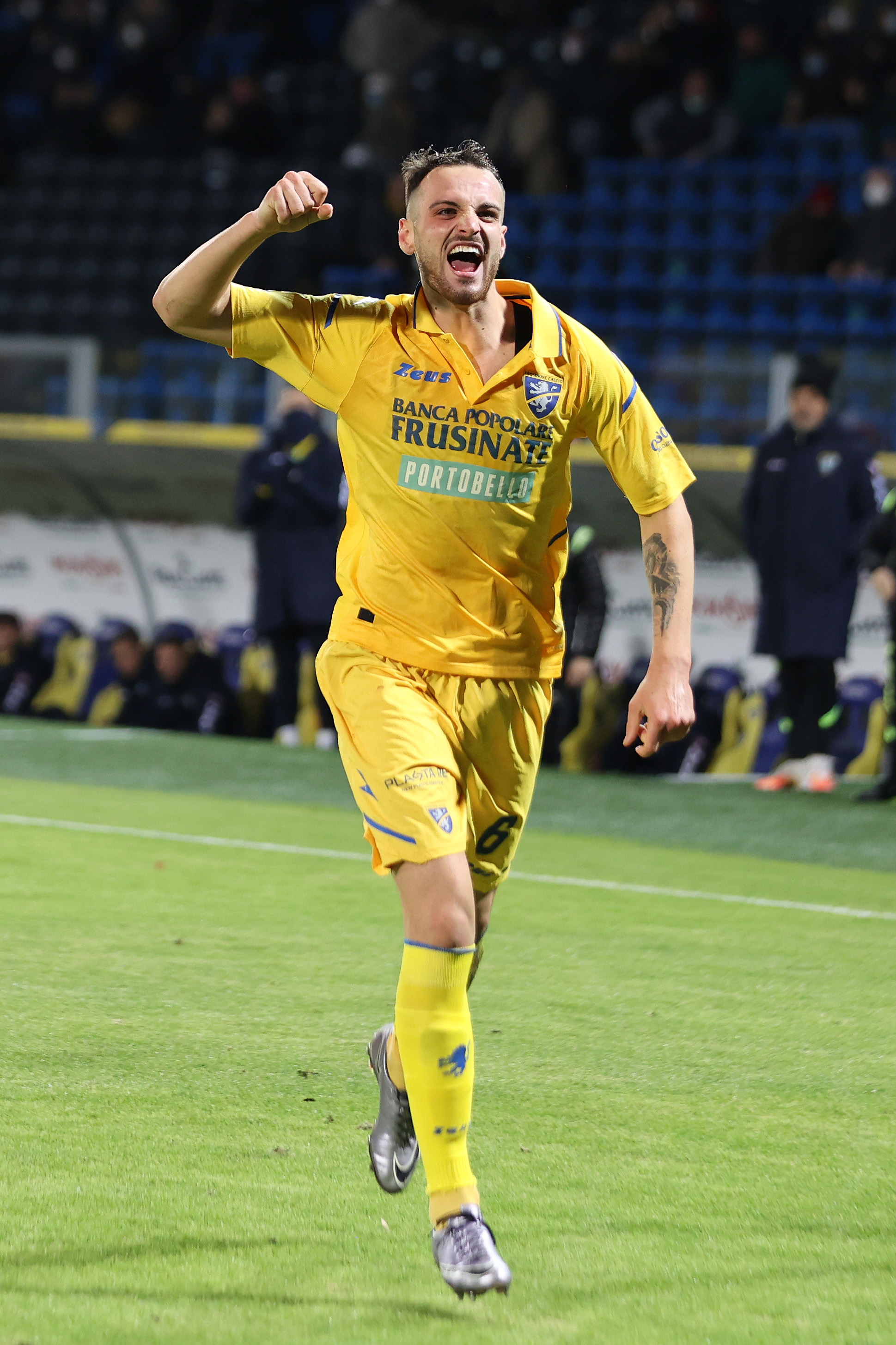
Гатти в составе «Фрозиноне»

### «Фрозиноне»
В мае 2021 года Гатти перешёл в «Фрозиноне». Контракт с игроком был заключён до 30 июня 2025 года, а сама сумма трансфера составила порядка 250 тысяч евро. 15 августа 2021 года в поединке Кубка Италии против «Венеции» Федерико дебютировал за основной состав. 20 августа 2021 года в матче против «Пармы» он дебютировал итальянской Серии B . 23 октября 2021 года в поединке против «Асколи» Федерико забил свой первый гол за «Фрозиноне». 18 декабря в матче против клуба СПАЛа футболист отличился «дублем». 
В начале 2022 года футболист был близок к переходу в «Торино», однако вскоре в трансферную гонку вмешался «Ювентус», который подписал с игроком контракт на 4 года за сумму трансфера около 7.5 миллионов евро, а также еще 2.5 миллиона евро было предусмотрено бонусами. После подписания контракта с игроком туринский клуб отправил его назад в «Фрозиноне» на правах арендного соглашения до конца сезона. В итальянском клубе по ходу сезона был одним из ключевых игроков, сыграв 36 матчей во всех турнирах, в которых отличился 5 голами и 2 результативными передачами. Также получил награду лучшему игроку итальянской Серии B по итогам сезона.

### «Ювентус»
Летом 2022 года Гатти вернулся в «Ювентус» уже как полноценный игрок, взяв себе «15» номер. Дебютировал 31 августа 2022 года против «Специи» в итальянской Серии A. Федерико провёл свой дебютный матч в Лиге чемпионов УЕФА 25 октября 2022 года выйдя на поле против лиссабонской «Бенфики». В первом четверть финальном матче 13 апреля 2023 года в Лиге Европы УЕФА против лиссабонского «Спортинга» футболист забил свой дебютный гол и помог туринскому клубу одержать победу. В полуфинале европейского турнира футболист вместе с клубом уступил испанской «Севилье» по сумме матчей, а сам футболист в первой встрече также успел отличиться забитым голом. На протяжении большей части сезона футболист оставался преимущественно игроком скамейки запасных, однако уже начиная с середины марта 2023 года смог закрепиться в стартовом составе туринского клуба. Закончил сезон вместе с клубом на седьмом итоговом месте в зоне Лиги конференций УЕФА, отличившись 2 забитыми голами.
Новый сезон футболист начал проведя первую пару матчей на скамейке запасных. Первый матч в сезоне сыграл 3 сентября 2023 года против клуба «Эмполи», выйдя на поле в стартовом составе. Свой дебютный гол в итальянской Серии A забил 7 октября 2023 года в матче против «Торино». В октябре 2023 года футболист продлил свой контракт с туринским клубом до 2028 года.

## Международная карьера
11 июня 2022 года в матче Лиги наций против сборной Англии Гатти дебютировал за сборную Италии. 

## Достижения

### Командные
«Павароло»
- Обладатель Кубка Италии Промоционе Пьемонт-Валле д'Аоста: 2015/16

«Вербания»
- Победитель Эччеленцы: 2018/19

«Ювентус»
- Обладатель Кубка Италии: 2023/24

### Личные
- Лучший игрок итальянской Серии B: 2021/22
- Премия Гаэтано Ширеа: 2022